# Tommy Byrne
Thomas Byrne, detto Tommy (Drogheda, 6 maggio 1958), è un ex pilota automobilistico irlandese.
Emigra presto verso il Regno Unito per poter competere a livello più alto. Vince il campionato britannico di Formula 3 nel 1982 con il team Murray Taylor Racing.
Fa alcuni test con una McLaren ma decide di accettare l'invito della Theodore Racing per gli ultimi 5 gran premi della stagione 1982. Si qualificherà solo in Austria e  a Las Vegas, senza mai vedere l'arrivo.
Nella stagione seguente deciderà di prendere parte alla Formula 3 Europea, prima di emigrare nelle formule nordamericane minori.

## Risultati in F1
| 1982 | Scuderia | Vettura |  |  |  |  |  |  |  |  |  |  |  |    |     |    |    |     |  | Punti | Pos. |
| ---- | -------- | ------- |  |  |  |  |  |  |  |  |  |  |  | -- | --- | -- | -- | --- |  | ----- | ---- |
| 1982 | Theodore | TY02    |  |  |  |  |  |  |  |  |  |  |  | NQ | Rit | NQ | NQ | Rit |  | 0     |      |

| Legenda | 1º posto     | 2º posto | 3º posto    | A punti         | Senza punti/Non class.  | Grassetto – Pole position Corsivo – Giro più veloce |
| Legenda | Squalificato | Ritirato | Non partito | Non qualificato | Solo prove/Terzo pilota | Grassetto – Pole position Corsivo – Giro più veloce |